# Stanislaus von Nayhauß-Cormons
Stanislaus Maria Julius Ferdinand Klemens Franz Karl Graf von Nayhauß-Cormons, kurz auch Stanislaus von Nayhauß, Pseudonym Clemens von Caramon, (* 7. Mai 1875 in Baumgarten, Schlesien; † Juni oder Juli 1933) war ein deutscher Offizier und politischer Aktivist.

## Leben

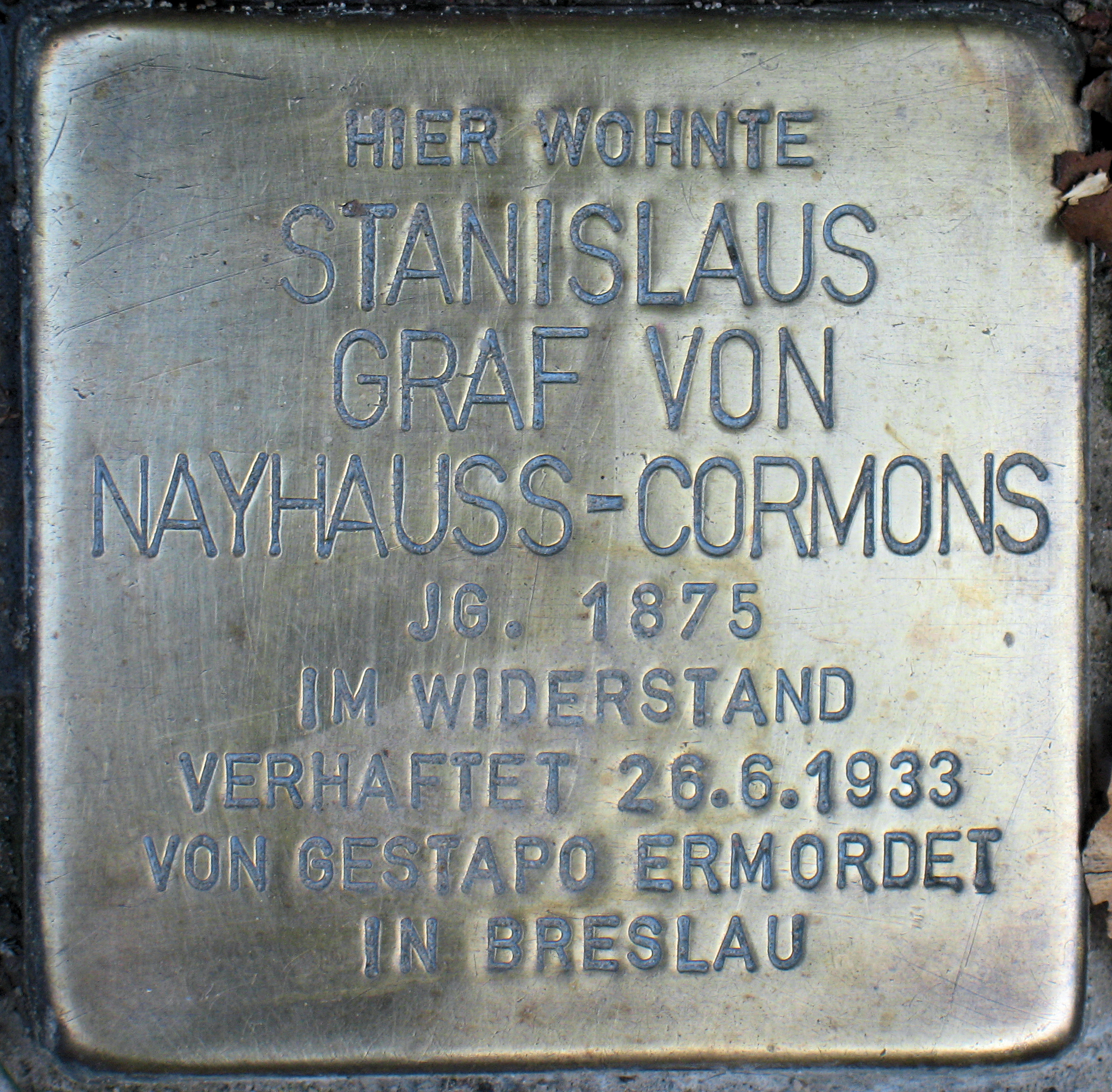
Der Stolperstein in der Berliner Stierstraße 4 erinnert an Stanislaus von Nayhauß.

### Frühes Leben und Offizierslaufbahn
Stanislaus von Nayhauß-Cormons war der Sohn eines langjährigen Reichstagsabgeordneten der Zentrumspartei Julius Cäsar von Nayhauß-Cormons und seiner Ehefrau Anna, geborene von Treskow. In seiner Jugend wurde er zur Erziehung in eine Kadettenanstalt gegeben und schlug anschließend die Militärlaufbahn bei den Ulanen der Preußischen Armee ein. 1912 schied er vorläufig aus dem Militär aus. Stattdessen wurde er als Lobbyist für deutsche Industriefirmen auf dem Balkan tätig, u. a. für den Krupp-Konzern.
Anlässlich des Ausbruchs des Ersten Weltkriegs ließ Nayhauß sich im August 1914 als Offizier bei den Königs-Ulanen in Hannover reaktivieren. Er wurde zunächst im belgischen Lille stationiert, bald darauf jedoch an die deutsch-russische Front versetzt. Während seines Einsatzes an dieser wurde er zum Rittmeister befördert und mit dem Eisernen Kreuz beider Klassen ausgezeichnet. Infolge einer schweren Schulterverletzung verbrachte er sechs Monate in verschiedenen Lazaretten und musste vier Operationen über sich ergehen lassen.
Während eines Aufenthaltes in seinem Heimatlazarett in Bad Kissingen im Sommer 1915 unternahm Nayhauß eine Reise in die Schweiz: Eigenen Angaben zufolge wurde er während der Überfahr über den Bodensee auf Schiffspassagiere aufmerksam, die die Besatzung in verdächtiger Weise über kriegswichtige Belange (so z. B. die Seidenzufuhr aus der Schweiz für den Zeppelinbau in Friedrichshafen und die Flugabwehrsicherung der dortigen Zeppelinwerke) befragt hätten. Daraufhin sei er den Männern auf der Schweizer Seite gefolgt und habe beobachtet, wie sie die Villa des französischen Militärattachés in Bern aufsuchten. Anschließend habe er den Plan gefasst, den Attaché der gegen das Deutsche Reich gerichteten Spionage zu überführen und habe ihn seinerseits aufgesucht, wobei er sich, um den Diplomaten aus der Reserve zu locken, als williger Zuträger, der ihn mit Geheimnissen über die deutsche Kriegsführung versorgen könnte, ausgegeben habe. Der Franzose habe sich jedoch reserviert verhalten und ihn an den russischen Attaché verwiesen, der aber ebenfalls auf sein Lock-Angebot nicht eingegangen sei. Stattdessen erstatteten die Diplomaten Anzeige gegen ihn bei den Schweizer Behörden, so dass er von diesen kurzzeitig in Haft genommen wurde, dann jedoch nach Deutschland habe ausreisen dürfen. Inwieweit diese Selbstangaben korrekt sind, ist in der Fachliteratur noch nicht überprüft worden.
Nach der Rückkehr aus der Schweiz zu seinem Standort in Hannover wurde Nayhauß von der Militärpolizei verhaftet und – da man offenbar nicht daran glaubte, dass er durch sein Sich-selbst-als-Informant-Anbieten nur die gegnerische Kriegsspionage entlarven, aber nicht tatsächlich Geheimnisse an diese weitergeben wollte – wegen Landesverrats angeklagt. In erster Instanz wurde er aufgrund seiner Kontakte zu dem französischen und russischen Militärattachés in der Schweiz zum Tode verurteilt. In einem Revisionsverfahren wurde die Strafe in lebenslange Haft umgewandelt. In einem zweiten Revisionsverfahren sprach das Reichsmilitärgericht ihn im April 1919 schließlich frei und erklärte ihn für rehabilitiert, nachdem er fast vier Jahre in verschiedenen Gefängnissen und einer Nervenheilanstalt verbracht hatte.

### Politische Tätigkeit in den 1920er und 1930er Jahren
In den 1920er Jahren begann Nayhauß als politischer Vortragsredner zu betätigen. So trat er im Vorfeld der Reichspräsidentenwahl des Jahres 1925 mehr als hundertmal auf größeren Veranstaltungen der rechtskonservativen Deutschnationalen Volkspartei in Westdeutschland als Redner auf.
1931 verfasste Nayhauß, der politisch im konservativen Lager stand, unter dem Pseudonym Clemens von Caramon eine gegen den Nationalsozialismus gerichtete Warnbroschüre, die er unter dem Titel Führer des Dritten Reiches! veröffentlichte. Bei dieser Broschüre handelte es sich um eine in der Form eines alphabetischen Registers angelegte Zusammenstellung mit Daten über das kriminelle Vorleben und insbesondere die Vorstrafen von mehreren Dutzend führenden Funktionären der seit 1930 politisch im Aufstieg begriffenen Nationalsozialistischen Deutschen Arbeiterpartei. Dort hielt Nayhauß z. B. fest, dass bestimmte NS-Führer Straftaten wie tätlichen Angriff, Unterschlagung oder Sittlichkeitsvergehen (z. B. Friedhofsschändung) begangen hätten. Die Persönlichkeiten, die er auf diese Weise an den publizistischen Pranger stellte, waren vor allem Mitarbeiter des Parteiapparates der NSDAP, die für das bürokratisch-organisatorische Funktionieren desselben wichtig waren, als Einzelpersonen in der Öffentlichkeit im Normalfall aber eher wenig bekannt waren. Dabei gab es unter den von ihm angeklagten Unpersonen aber auch Ausnahmen, wie zum Beispiel den Stabschef der nationalsozialistischen Parteiarmee SA Ernst Röhm oder den ebenfalls in der SA wirkenden Kaisersohn August Wilhelm von Preußen, die durchaus im öffentlichen Fokus standen und weithin bekannt waren.
Nayhauß verbreitete seine Broschüre – die er ständig überarbeitete und erweiterte und in entsprechend ausgebauter Form bis November 1932 mehrmals wiederveröffentlichte (insgesamt erschienen mindestens 5 Auflagen mit einer Gesamtauflage von mindestens 60.000 Exemplaren) – insbesondere in der Form, dass er sie an die Zuhörer von politischen Vorträgen, die er im ganzen Reichsgebiet hielt, verteilte. Des Weiteren wurden diese Broschüren von Parteien und Verbänden verschiedener politischer Couleur abgenommen, so von der SPD, der Zentrums-Partei, dem Reichsbanner und dem Stahlhelm-Frontsoldatenbund.
Zweck dieser Vorträge war es die Öffentlichkeit vor dem Nationalsozialismus und den gefährlichen Folgen, die eine Übernahme der Staatsmacht durch diesen nach Nayhauß' Auffassung haben würde, zu warnen. Seine Broschüre diente dementsprechend dem Zweck, durch die Erbringung des Nachweises, dass „kriminelle Subjekte“ unter den führenden Funktionären der NS-Partei keine Ausnahmeerscheinungen waren, sondern sie in ihr viel mehr in einer ungewöhnlich hohen Zahl und Dichte vertreten waren, zu demonstrieren, dass man diese Partei aufgrund der Zusammensetzung ihres Führungspersonals konsequenterweise in toto ablehnen müsse. Ein Bekannter, dem er seine Zielsetzung darlegte, fasste diese in seinem Tagebuch mit den Worten Zusammen, Nayhauß wolle vor allem den ehemaligen Soldaten und Offizieren, die der NSDAP angehörten, vor Augen zu führen, „mit was für Galgen-Gesindel“ sie zusammenarbeiten würden, denn zumal „unter den Naziführern, Reichstags- und Landtagsabgeordneten“ seien allerlei Leute, die wegen „allerlei Delikten schon im Gefängnis und Zuchthaus gesessen hätten“. Diese würde er sich in seiner Broschüre einzeln vornehmen und die gegen sie gerichteten Gerichtsurteile abdrucken.
Im Vorwort der Broschüre formulierte er dies so:

„Bei jeder anderen Partei verschwinden 'schwarze Schafe', nachdem sie entdeckt wurden, von der Bühne des öffentlichen Lebens. Nur der Nationalsozialismus duldet einzig und allein skrupellos an seiner Spitze, in Führerstellung, vielfach Menschen, die in des Wortes wahrster Bedeutung 'Dreck am Stecken' oder keine 'weiße Weste' mehr haben. Und zwar in einer Anzahl, wie es bei jeder andren Partei von rechts bis links, die auf einwandfreie ethische, moralische Einstellung ihrer Führer hält, einfach unmöglich wäre.“

Nach dem Machtantritt der Nationalsozialisten Anfang 1933 fiel Nayhauss naturgemäß der Verfolgung anheim. Bei einer ersten Hausdurchsuchung in seiner Berliner Wohnung am 7. März 1933 wurde ein Großteil seiner persönlichen Unterlagen beschlagnahmt, er selbst entging aber aufgrund seiner reisebedingten Abwesenheit der Verhaftung vorerst.
Am 26. Juni 1933 wurde Nayhauß dann während eines Aufenthaltes in Raum Breslau-Oppeln arretiert. Einer offiziellen Mitteilung an seine Familie zufolge wurde er in Schutzhaft genommen. Anschließend gab es lange Zeit kein Lebenszeichen von ihm. Am 20. Juli 1933 entdeckte ein Angler im Bammeloch-Teich an der Chaussee-Kreuzung im oberschlesischen Löwen-Falkenberg eine unkenntliche männliche Leiche, die an Händen und Füßen mit Draht gefesselt und mit einem schweren Stein beschwert war. Im August konnte die Leiche aufgrund des in einer Fachzeitschrift veröffentlichten Zahnschemas des Toten – das von dem ihn behandelnden Berliner Zahnarzt wiedererkannt wurde – schließlich als Nayhauß identifiziert werden. Weitere Ermittlungen in der Angelegenheit wurden Ende des Monats niedergeschlagen, nachdem das Geheime Staatspolizeiamt die Angelegenheit an sich gezogen hatte. Die Leiche verblieb auf dem Stroschwitzer Friedhof in einem Grab für „den unbekannten Toten“. Eingaben von Nayhauß Witwe an das Reichsjustizministerium, die Reichskanzlei und andere staatliche Stellen um Aufklärung des Falles bzw. um Aushändigung der persönlichen Gegenstände des Toten und einer offiziellen Sterbeurkunde sowie Gewährung einer Hinterbliebenenrente wurden stets abgewiesen oder gar nicht beantwortet.
Seit 2010 erinnert ein Stolperstein vor seinem letzten Wohnhaus in der Berliner Stierstraße 4 an Nayhauß.

## Ehe und Nachkommen
Im Jahr 1912 heiratete Nayhauß in erster Ehe Asta Brasch (* 1891). Aus dieser Verbindung ging der 1913 geborene Sohn Hubertus hervor. Asta von Nayhauß-Cormons ließ sich während seiner Inhaftierung während des Ersten Weltkriegs von Stanislaus scheiden. Später heiratete er in zweiter Ehe Erika von Mosengeil (* 2. Januar 1890, eine Nachfahrin von Julius Mosengeil), mit der er zwei Söhne hatte, darunter ab 1926 den nach 1945 als Journalist bekannt gewordenen Mainhardt Graf von Nayhauß-Cormons.

## Schriften
- Unschuldig zum Tode verurteilt: Lebenserinnerungen eines deutschen Reiteroffiziers, 1929
- Führer des Dritten Reiches!, 1931. (Digitalisat) (unter dem Pseudonym Clemens von Caramon)